# Boxford (Berkshire)
Boxford è un villaggio inglese situato nella contea del Berkshire, a pochi chilometri a nord ovest di Newbury.  Si affaccia sulla riva orientale del fiume Lambourn, affluente di secondo grado del Tamigi. Una parte del paese caratterizzata da pascoli e boschi è classificata area naturale protetta.

## Storia
Similmente agli altri distretti del Berkshire, a Boxford si riscontra una storia molto antica che risale all'Età del bronzo e testimonia il passaggio della Civiltà romana attraverso il ritrovamento di monete, ceramiche, una strada e due edifici signorili.
Il nome Boxford ha origini sassoniche e deriva da Box, bosso, in quanto la zona era protetta da colline e boschi ricchi di bosso. Il suffisso ford, guado, è comune a molti luoghi in Inghilterra e indica l'attraversamento di un fiume.
Inizialmente a Boxford si trovavano le proprietà concesse da Edredo d'Inghilterra e Edgar d'Inghilterra ai loro servi, questi successivamente cedettero i manieri al monastero benedettino di Abingdon, che trasformò il luogo in una corte feudale fino alla conquista normanna dell'Inghilterra.
Il paese è contraddistinto da molte case con il tetto di paglia, una chiesa di origine medievale (sebbene in gran parte ricostruita in epoca vittoriana), un mulino, e la Boxford House, una dimora in stile Tudor un tempo canonica del Reverendo John Wells risalente al 1825.. La borgata di Westbrook è l'unica zona di Boxford che si adagia sulla riva occidentale del fiume Lambourn.

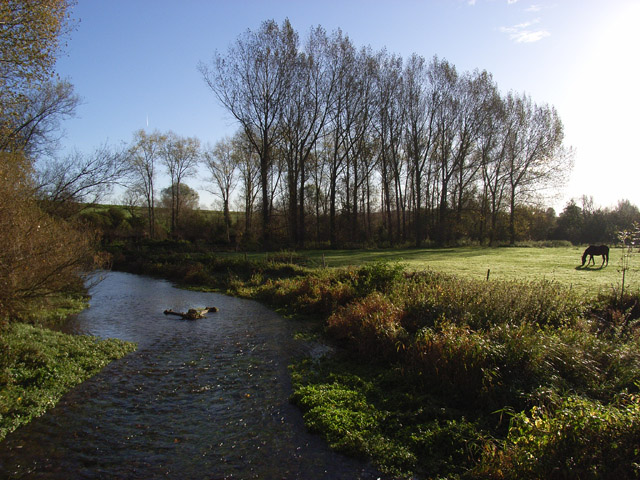
Fiume Lambourn a Westbrook, Boxford.
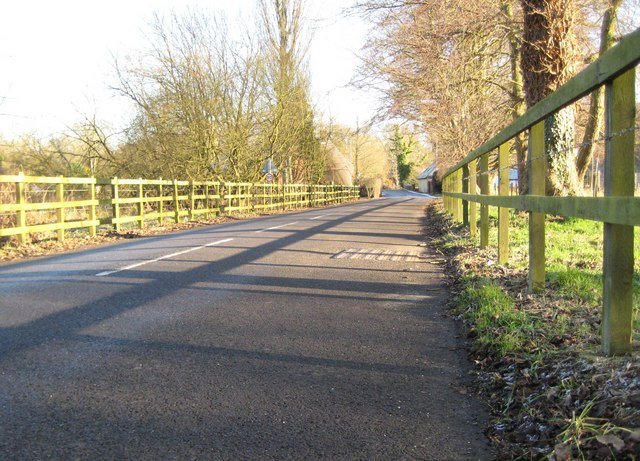
Strada principale che attraversa il centro.
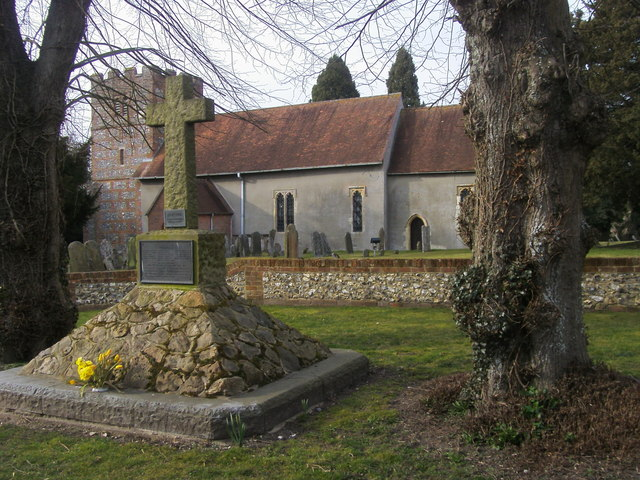
St Andrew Church e memoriale ai Caduti.

## Eventi
Boxford è conosciuta per The Boxford Masques, il ballo in maschera di Boxford fondato nel XIX secolo da Charlotte Peake, una scrittrice locale appassionata di musica, teatro e poesia. Si tratta di una festa di mezza estate celebrata nella zona boschiva e collinare che circonda la valle del fiume. Gli spettacoli sono gestiti dal vicino Watermill Theatre, il teatro detentore di fama nazionale e internazionale costruito su un antico mulino.